# هارتوال أرينا
هارتوال أرينا هي صالة رياضية تقع في هلسنكي،فنلندا،تم افتتاحها في 1997 بتكلفة وصلت ل 300 مليون ماركا فنلندية (حوالي 69 مليون يورو).